# 菲利普·克里斯坦瓦尔
菲利普·克里斯坦瓦尔（Philippe Christanval，1978年8月31日—），法國足球運動員，司職後衛。

## 生平
出身於摩納哥的基斯坦禾早年已在母會取得正選，贏過2001年法甲聯賽冠軍，並出席過歐洲聯賽冠軍盃。他於2000年入選過法國國家隊出賽，之後轉投西甲超級球會巴塞羅那，但因受一系列傷患困擾，2003年重返法國加盟馬賽。
他於2005年加盟英超球會富咸。之前他曾受阿仙奴邀請試腳，但及後遭球會領隊雲加拒絕簽約。

## 榮譽
- 法甲聯賽冠軍：2001